# Jean Roberti
Pour les articles homonymes, voir Roberti.
Jean Roberti, né le 4 aout 1569 à Saint-Hubert (Belgique) et décédé le 14 février 1651 à Namur (Belgique), était un prêtre jésuite, théologien, controversiste et hagiographe.

## Biographie

### Formation et carrière
Né le 4 août 1569 à Saint-Hubert, alors dans le duché de Luxembourg, Jean Roberti fait ses études secondaires au collège jésuite de Liège et de la philosophie au collège des Trois Couronnes de Cologne avant d’entrer au noviciat jésuite de Trèves, le 27 mars 1592.
Le noviciat terminé il enseigne le cours des humanités de 1594 à 1597 puis fait des études de théologie préparatoires au sacerdoce (1597-1600) qu’il reçoit le 1er avril 1600, à Trèves.
Toute sa vie Jean Roberti est professeur, d’abord à Wurtzbourg (1600-1602), où il enseigne la philosophie, puis à Mayence pour l’Écriture Sainte (1605-1607). Tout en y enseignant il est également recteur du séminaire de Fulda (1607-1608) puis de celui de Paderborn (1608-1611) où il fait sa profession religieuse définitive comme jésuite le 1er novembre 1609.
Roberti se trouve à nouveau a Trèves (1613-1618) pour y enseigner l’Écriture Sainte, puis après un bref passage à Luxembourg et Douai il est en poste au collège en Isle à Liège comme préfet des études, confesseur à l’église et modérateur des ‘cas de conscience'. Il demeure 26 ans à Liège (1621-1647), alors capitale de la principauté du même nom.

### Controversiste
Bon connaisseur de la littérature et excellent théologien Roberti est surtout connu pour sa plume et ses talents de polémiste. Il entretient une longue controverse (de 1611 à 1619) avec le professeur de l’université de Marbourg, Rudolph Göckel (Goclenius) qui, adoptant la thèse de l’alchimiste Paracelse, prétend guérir des plaies à l’aide d’un onguent à base de magnétisme animal. Réfutant l’ouvrage (1613) de Goclenius Roberti l’accuse en termes vifs de « fanatisme, idolâtrie et superstition. » Les milieux scientifiques de l’époque se passionnèrent pour la controverse qui, de réponses en répliques, continua jusqu’en 1619.
La controverse est réanimée en 1621 par un médecin bruxellois Jean-Baptiste Van Helmont qui, dans un ouvrage, assure que le magnétisme animal est une réalité scientifique prouvée et, dans la foulée, affirme que les miracles attribué à saint Hubert sont en fait causé par le magnétisme se trouvant dans son étole. Originaire de la ville de Saint-Hubert Roberti se devait de réagir. Ce qu’il fit et obtint la condamnation du docteur-alchimiste. D’autres ouvrages de controverse défendent le culte et la doctrine catholique contre les idées protestantes.

### Hagiographe
Attaché à sa terre natale, Roberti laisse un ouvrage hagiographique de valeur. Avec l’aide de l’abbé de Saint-Hubert il rassemble matériau et documentation sur le saint patron de l’Ardenne. Cela dure trois ans. En 1621 il publie son œuvre majeure, la Historia S. Huberti, principis Aquitani, ultimi Tungrensis et primi Leodiensis episcopi ejusdemque urbis conditoris, Arduennae apostoli, magni thaumaturgi qui fait encore autorité au XXe siècle.
Jean Roberti meurt le 14 février 1651, au collège jésuite de Namur. Depuis 1648 il s’y trouvait ‘en exil’, en quelque sorte. Il avait milité avec trop de fougue pour la création d’une province jésuite coextensive au territoire de la principauté de Liège.

## Écrits
- Mysticae Ezechielis quadrigae..., Mayence, 1615.
- Goclenius Heautontimorumenos, id est, curationis magneticae et ungenti armarii ruina, Luxembourg, 1618.
- Contemptus mundi, auctore anonymo, Luxembourg, 1618.
- Ecclesiae Anglicanae reformatae basis impostura, Luxembourg, 1619.
- Historia S. Huberti, principis Aquitani..., Luxembourg, 1621.